# 基里尔·格奥尔基耶夫
基里尔·格奥尔基耶夫（1965年11月28日—），保加利亚国际象棋棋手、特级大师，曾是保加利亚的头号棋手。
格奥尔基耶夫于1983年获得世界国际象棋青年冠军，并被国际棋联授予国际大师称号。1985年，晋升为国际特级大师。他是1984年、1986年、1989年、2013年、2014年、2015年六度保加利亚国际象棋全国冠军。其最高等级分为2001年7月创下的2695分。